# Lawrence Alexander
Lawrence Alexander Jr. (Peoria, Illinois, 22 de octubre de 1991) es un baloncestista estadounidense que pertenece a la plantilla del Oberwart Gunners de la ÖBL austriaca. Con 1,88 metros de estatura, juega en la posición de base.

## Trayectoria deportiva

### Universidad
Jugó cuatro temporadas con los Bison de la Universidad Estatal de Dakota del Norte, en las que promedió 13,4 puntos, 4,1 rebotes y 3,1 asistencias por partido. En su última temporada fue elegido Jugador del Año de la Summit League tras promediar 18,9 puntos y 4,5 rebotes por partido.

### Profesional
Tras no ser elegido en el Draft de la NBA de 2015, fichó por el Mitteldeutscher BC de la Basketball Bundesliga alemana, pero fue descartado en la pretemporada, fichando entonces por el KTE-Duna Aszfalt de la liga húngara, donde jugó ocho partidos, en los que promedió 8,9 puntos, 3,0 rebotes y 2,7 asistencias.
En julio de 2016 fichó por el Horsens IC de la Basket Ligaen danesa, con el que en su primera temporada promedió 11,7 puntos y 4,2 rebotes por partido, mientras que al año siguiente mejoró hasta los 14,4 puntos y 4,8 rebotes.